# Oelde
Oelde [ˈœldə] is een stad en gemeente in de Duitse deelstaat Noordrijn-Westfalen, gelegen in de Kreis Warendorf. De gemeente telt 29.133 inwoners (31 december 2020) op een oppervlakte van 102,63 km².

## Plaatsen in de gemeente Oelde
- Lette, met rond 2011 circa 2.300 inwoners, 6½ km ten N van Oelde
- Oelde
- Stromberg, rond 2011 circa 4.550 inwoners,  5 km ten ZO van Oelde
- Sünninghausen, rond 2011 circa 1.250 inwoners, 7 km ten Z van Oelde

Per Ortsteil uitgesplitste bevolkingscijfers zijn sedert 2011 niet meer beschikbaar. 

## Buurgemeentes
- Beelen, 13 km ten N (noorden) van Oelde, 6½ km ten NNW van Lette
- Herzebrock-Clarholz, 10 km ten NNO van Oelde, 3½ km ten NO van Lette
- Rheda-Wiedenbrück (stadsdeel Rheda), 13 km ten ONO van Oelde (over de A2), binnendoor is het 2 km korter
- Langenberg, 15 km ten ZO van Oelde, 10 km ten OZO van Stromberg
- Wadersloh, 14  km ten ZZO van Oelde, 9 km ten Z van Stromberg
- Beckum, 11 km ten WZW van Oelde (over de A2), 13 km ten W van Stromberg
- Ennigerloh, 8 km ten W van Oelde.

## Verkeer
Door de gemeente loopt de Autobahn A2 Beckum- Rheda-Wiedenbrück.  Afrit 21 van deze Autobahn ligt direct ten zuiden van Oelde, afrit 22, bij het nieuwe bedrijventerrein, ligt 6 km oostelijker op de gemeentegrens met Rheda-Wiedenbrück en Herzebrock-Clarholz.
Ten zuiden van deze Autobahn loopt  de Bundesstraße 51 ook van Beckum naar Rheda-Wiedenbrück; deze weg loopt 2 km noordelijk langs Sünninghausen en door Stromberg.

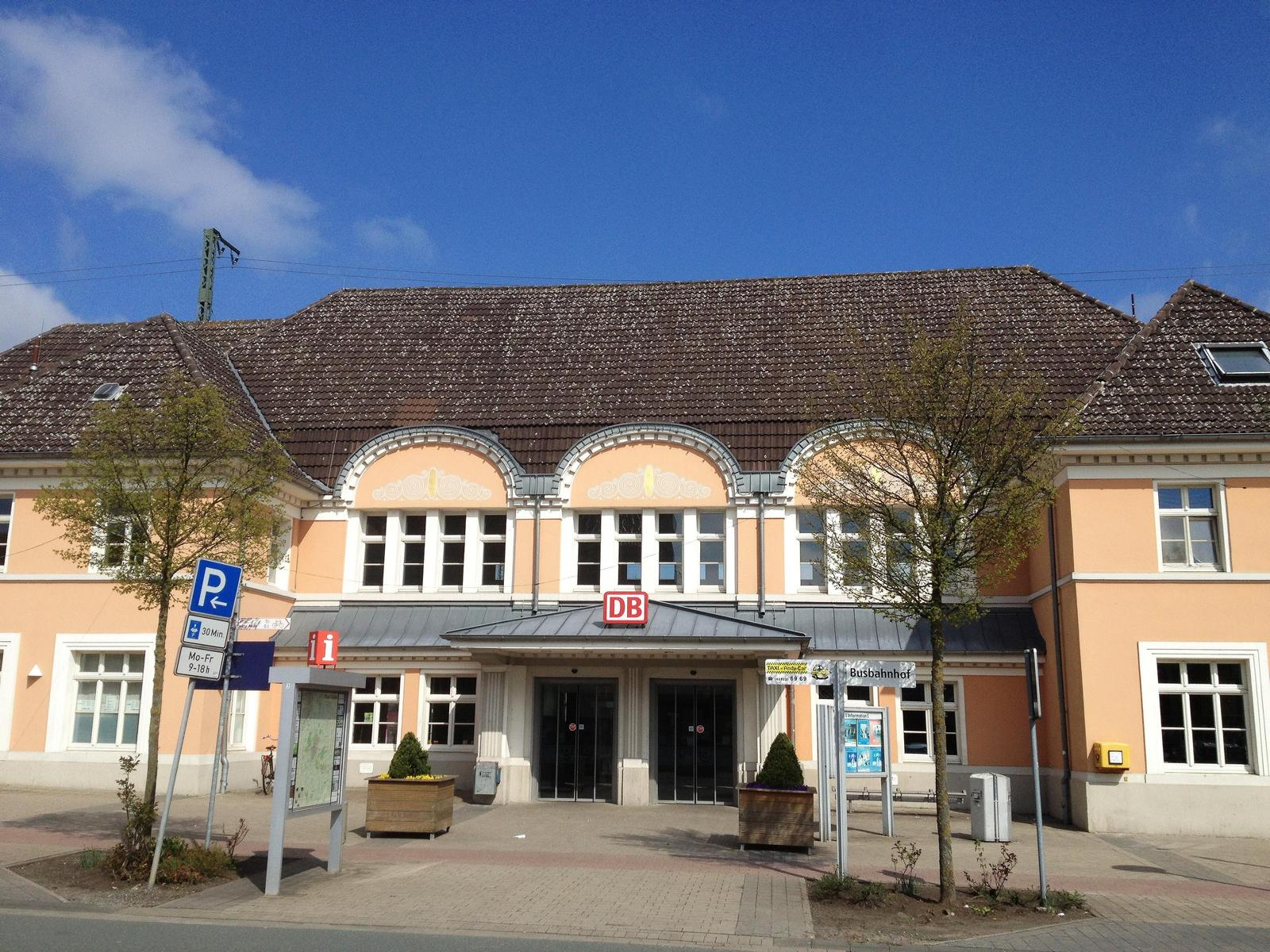
Station Oelde

Oelde heeft een station aan de spoorlijn van Hamm via Neubeckum naar Rheda-Wiedenbrück. Buslijnen verbinden Beckum en Stromberg met Oelde; deze bussen rijden op maandag t/m vrijdag tot 18.00 uur. Op zaterdag rijdt de bus naar Stromberg tot 13.00 ieder uur, en die naar Beckum tot half drie elke twee uur ; op zon- en feestdagen rijden de bussen helemaal niet. Incidenteel rijden in de gemeente nog enige taxi-, buurt- en schoolbussen, met zeer beperkte frequentie. Lette heeft een halte aan een uitsluitend in kantooruren rijdende bus van Clarholz naar Oelde v.v. (uurdienst).
Door Oelde lopen twee van de voor het Münsterland typerende toeristische langeafstands-fietsroutes.

## Economie
In de gemeente Oelde zijn talrijke middelgrote ondernemingen met 100-500 werknemers gevestigd:
- Het oudste daarvan is Pott's Brauerei ( bier- en frisdrankproductie), opgericht in 1769.
- Belangrijk is ook het op één na grootste filiaal van de grote, te Unna zetelende meubelhandel Zurbrüggen; hier vindt naast verkoop ook productie van meubels plaats.
- Een andere fabriek maakt zgn. separatoren, centrifuge-achtige machines en installaties voor het scheiden van vloeistoffen uit mengsels.
- In stadsdeel Lette staat een vestiging van het Miele-concern, waar kachels en ovens voor consumentengebruik gemaakt worden.
- Een drietal metaal verwerkende fabrieken produceert o.a. pompen voor in hogedrukreinigers, metaaldraad en ventilatoren.
- Een fabriek met ruim 150 werknemers produceert zeer uiteenlopende verpakkingsmaterialen, o.a. voor de landbouw, alsmede rubber handschoenen.

Aurea – das A2-Wirtschaftszentrum is een intercommunaal, rond 2008 ontwikkeld, 150 hectare groot bedrijventerrein, dat zich juist over de gemeentegrens met Rheda-Wiedenbrück, bij afrit 22 van de A2 bevindt. Het is bedoeld voor uiteenlopende bedrijven, van doe-het-zelf- en meubelzaken tot auto- en transportbedrijven, logistieke centra en kleine fabrieken. De drie aangrenzende gemeenten, Rheda-Wiedenbrück, Oelde en Herzebrock-Clarholz, participeren alle drie in de ontwikkeling ervan.
De aan de A2 gelegen Autobahnmeisterei Oelde is één der oudste in haar soort (1938). Enkele van de ten tijde van Adolf Hitlers Derde Rijk ontstane gebouwen staan onder monumentenzorg.

## Geschiedenis
Oelde ontstond reeds in de vroege middeleeuwen. Het wordt voor het eerst vermeld in 890 in een register van de Abdij Werden onder de naam Ulithi im Dreingau. Het dorp werd enige malen (1457, 1605, 1800) getroffen door rampzalige branden, die vele gebouwen verwoestten.
Stromberg was van 1177 tot 1463 residentie van een eigen, met het adellijke geslacht Von Rüdenberg verwante, burggraaf, die een op een heuveltop gelegen kasteel (thans ruïne) bewoonde. De burggrafelijke familie was leenroerig aan de prinsbisschoppen van Münster. In 1463 viel het burggraafschap rechtstreeks aan het Prinsbisdom Münster toe.
Lette maakte van de middeleeuwen tot 1797 deel uit van de Heerlijkheid Rheda.
In 1804 kregen zowel Oelde als Stromberg van de Pruisische overheid het predicaat Titularstadt toegekend.
Vanaf 1847, toen Oelde een treinstation kreeg, begon de ontwikkeling van Oelde tot het huidige industriestadje.
Het nabije kasteeltje Haus Geist wordt omgeven door een fraai bos, het Geisterholz, dat van rond 1950 tot rond 1970 de locatie was, waar de Duitse bondspresident jachtpartijen organiseerde met en voor het corps diplomatique ( Diplomatenjagden). Het bos, dat voor de helft in Oelde en voor de helft in Ennigerloh ligt en 3 km2 in oppervlakte meet,  is daarna, in 2003,  tot natuurreservaat verklaard.
In 2001 vond te Oelde de Landesgartenschau van Noordrijn-Westfalen plaats. Aan dit sterk op de Nederlandse Floriade gelijkende evenement heeft de stad enige fraaie parken en kunstwerken in de open ruimte overgehouden.

## Bezienswaardigheden

### Bezienswaardige rooms-katholieke kerkgebouwen
- de Johannes-de-Doperkerk te Oelde (15e eeuw; toren uit 1864) met binnen een sacramentshuisje, dat cultuurhistorisch van belang is
- de Heilig-Kruiskerk te Stromberg, op het terrein van de ruïnes van het voormalige kasteel aldaar; deze 14e-eeuwse kerk bevat het tussen 1080 en 1100 gemaakte, daarna vaak gerestaureerde en van een zilveren omhulsel voorziene, crucifix Heiliges Kreuz von Stromberg. Het zou een relikwie bevatten van het Heilig Kruis. Om deze redenen is de kerk het doel van regelmatige bedevaarten.
- de 13e-eeuwse, gotische Lambertuskerk te Stromberg, met in het interieur enige liturgische voorwerpen uit de 17e- 19e eeuw.
- de Sint-Vituskerk te Lette

### Overige
- Haus Nottbeck (waarin zich het Westfaals Literatuurmuseum bevindt) staat iets ten zuiden van afrit 22 van de A2, ten noordoosten van Stromberg.
- Aan de Landesgartenschau van 2001 dankt Oelde het Vier-Jahreszeiten-Park (Vierseizoenenpark) met daarin fraaie waterpartijen en een aantal opvallende, moderne kunstobjecten. Tegen betaling toegankelijk.
- Op het 3 hectare grote, door de Paulustoren begrensde, ommuurde gebied van de ruïnes van Burg Stromberg staan nog enkele oude huizen, waaronder het Mallinckrodthaus. Tot en met 2019 was er een openluchttheater gevestigd op het burchtterrein, waar vele toneelvoorstellingen en concerten plaatsvonden. De ruïne ligt op een 151 meter hoge heuveltop en biedt bij helder weer weidse vergezichten tot 15 km in de omtrek.
- Sünninghausen ligt in een fraaie, heuvelachtige omgeving, die zich leent voor wandel- en fietstochten. Ten zuiden van het dorp ligt de tot circa 130 meter hoge heuvelrug Beckumer Berge.
- Naast de Pott's Brauerei staat het Georg-Lechner-Biermuseum.

## Belangrijke personen in relatie tot de gemeente
- Jodocus Donatus Hubertus Temme (* 22 oktober 1798 te Lette; † 14 november 1881 in Zürich). Temme was jurist, meestal in overheidsdienst, schrijver en een liberaal politicus. In 1848 behoorde hij tot de gematigd linkse fractie in het Frankfurter Parlement, en daarna tot de factie Westendhall. Om zijn democratische politieke opvattingen kwam hij regelmatig in ernstige moeilijkheden. Hij was één der eerste Duitsers, die detectiveromans schreef.
- Helmut Rahn (Essen, 16 augustus 1929 – Essen, 14 augustus 2003), Duits voetballer, woonde en voetbalde van 1946-1950 te Oelde

## Anekdote rond Oelde
Vermoedelijk in 1880 werd een incident met een kopersmid, die na een avond stappen op straat een wind liet en daarvoor door een overijverige politieagent (die hij ook beledigd had) bekeurd werd, door de lokale pers sterk opgeblazen. Zelfs de Amerikaanse krant New York Herald berichtte erover. In 1921 was een tekening van dit voorval op noodgeld afgedrukt, en in Oelde is het uitgebeeld als een beeldhouwwerk in de openbare ruimte. Uit de (overdreven) berichtgeving hierover ontstond het enigszins dubbelzinnige begrip Oelder Wind, dat nog steeds wordt gebezigd.

## Galerij

### Kerkgebouwen e.d.

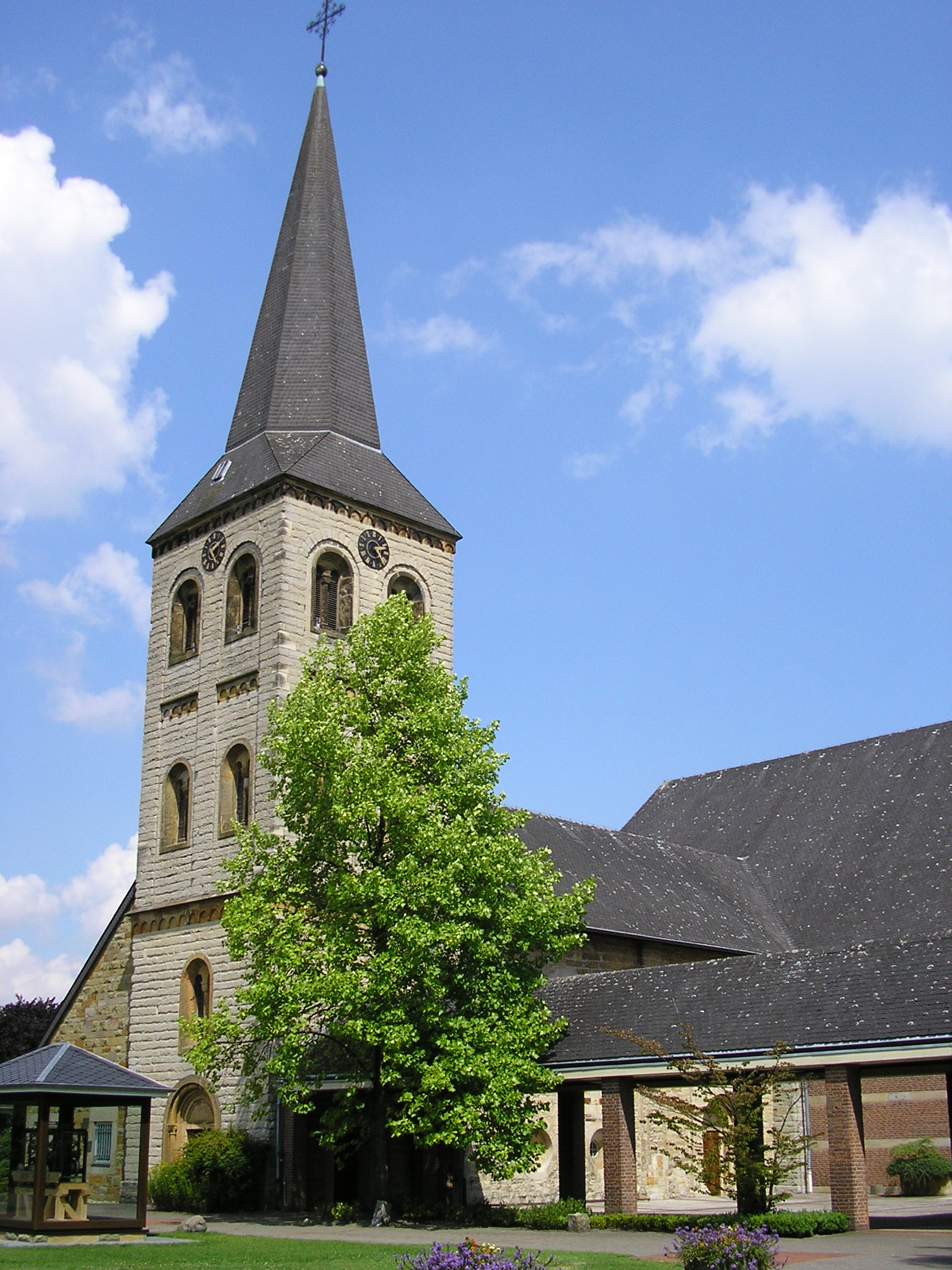
St. Vituskerk, Lette
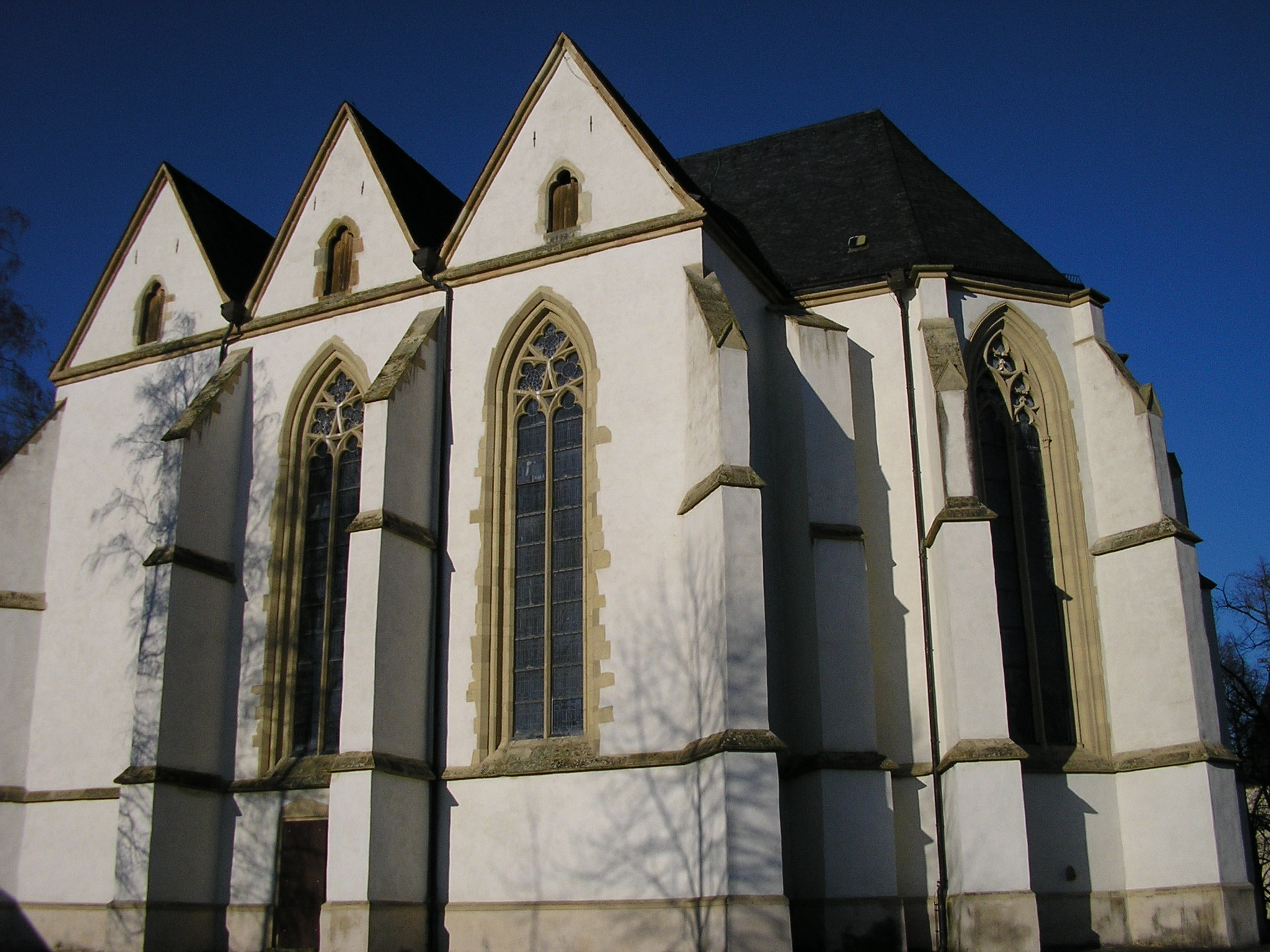
R.K. Heilig-Kruiskerk, Stromberg
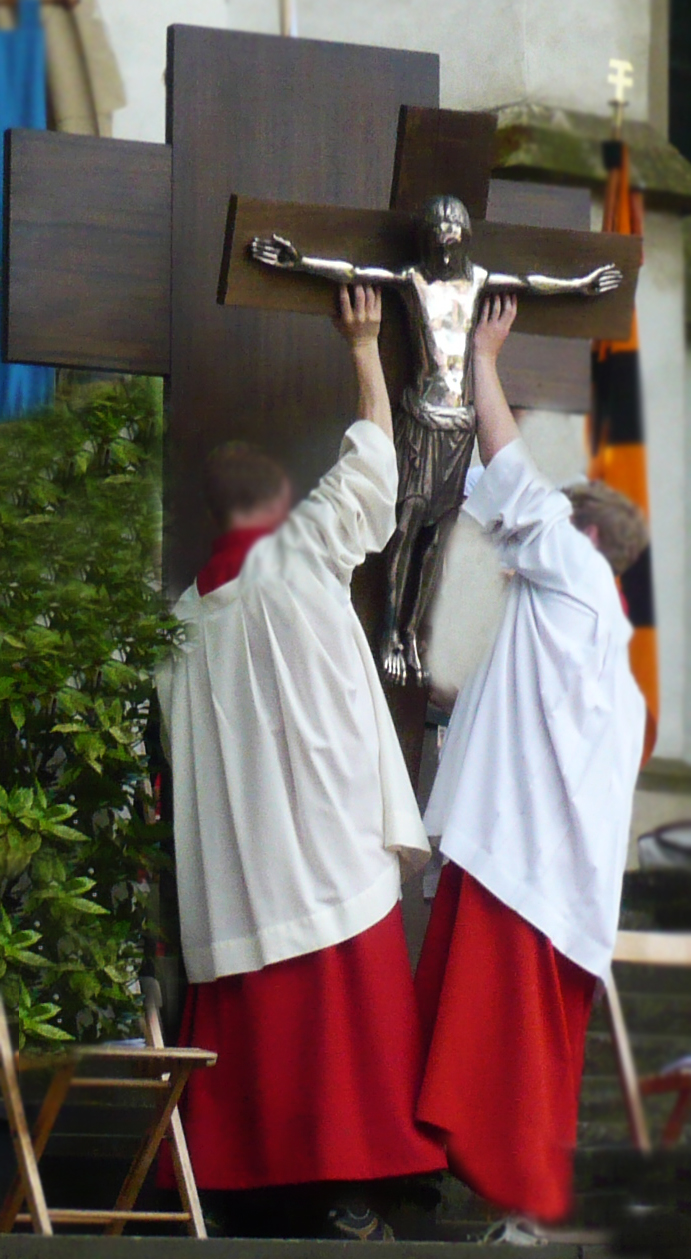
Het H. Kruis van Stromberg
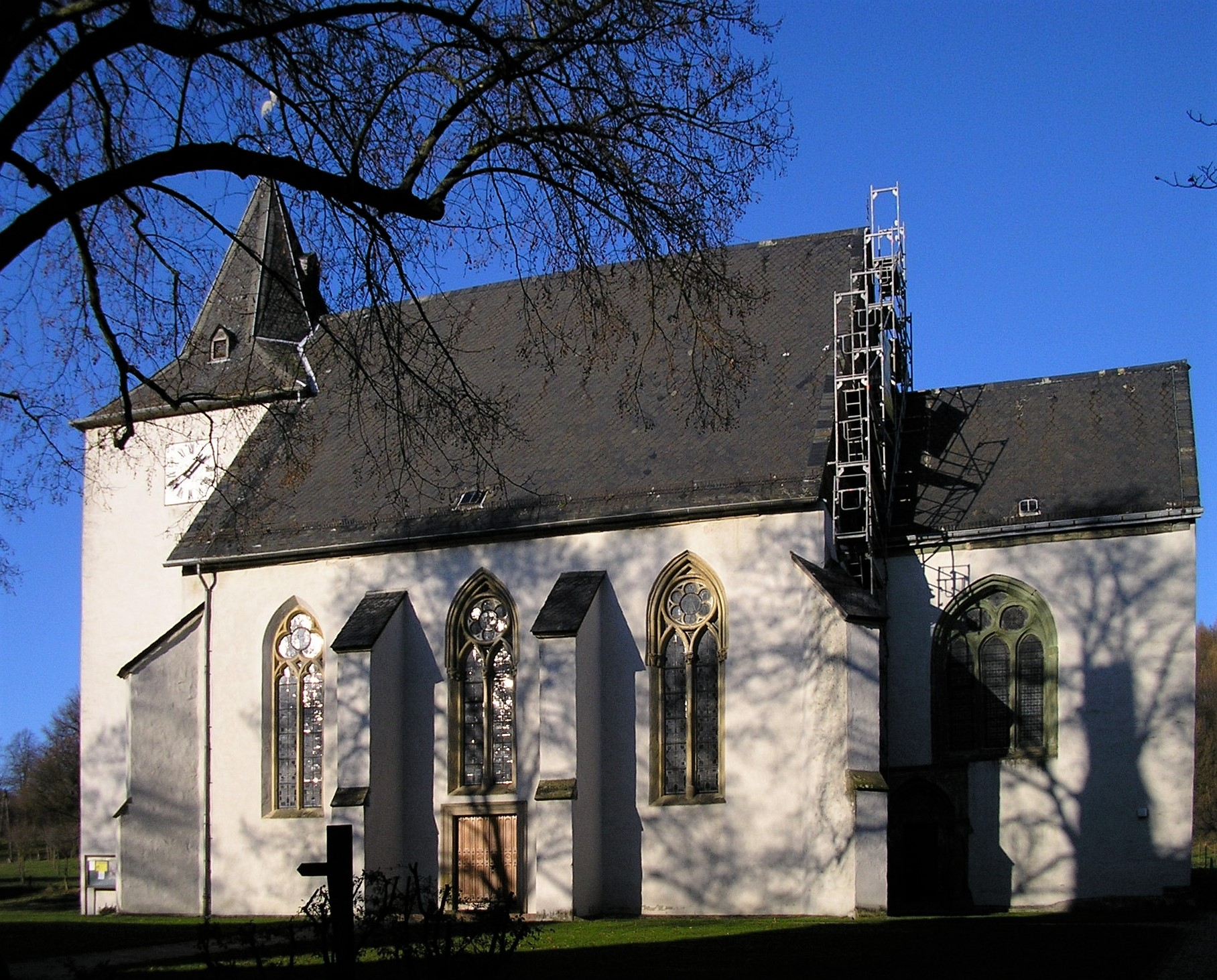
Lambertuskerk, Stromberg
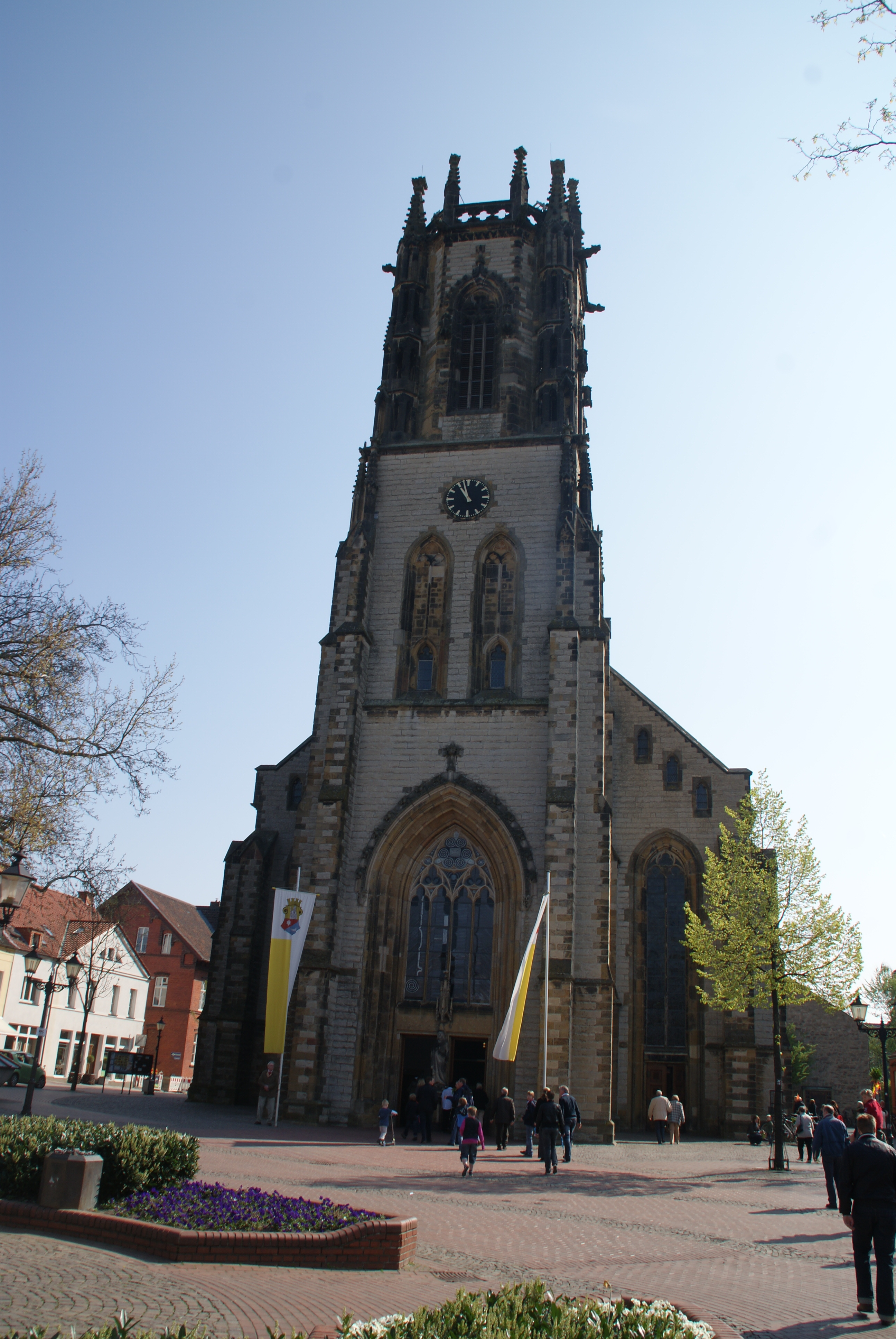
St. Johannes-de-Doperkerk, Oelde

### Vierseizoenenpark

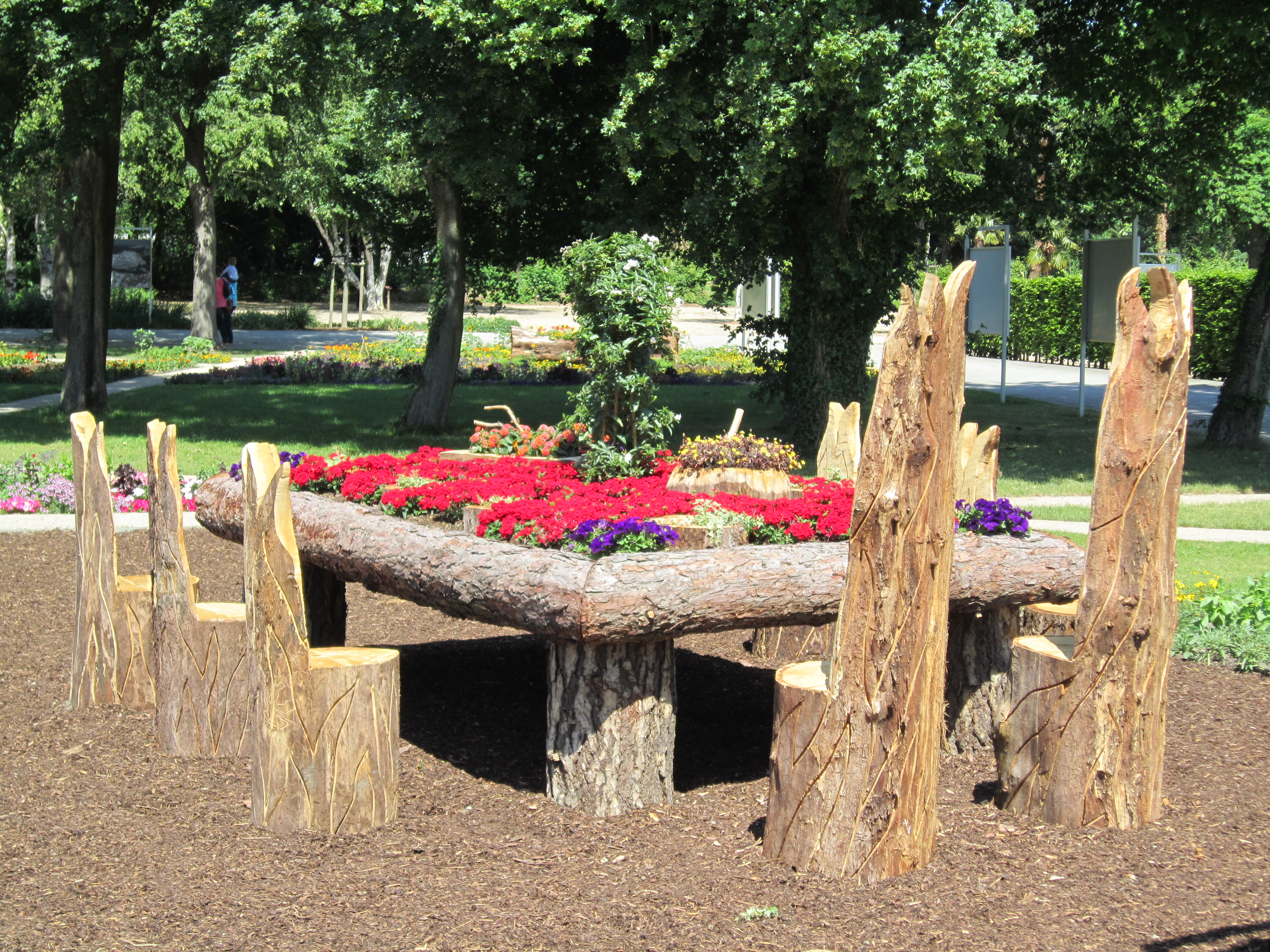
Tuinkunst
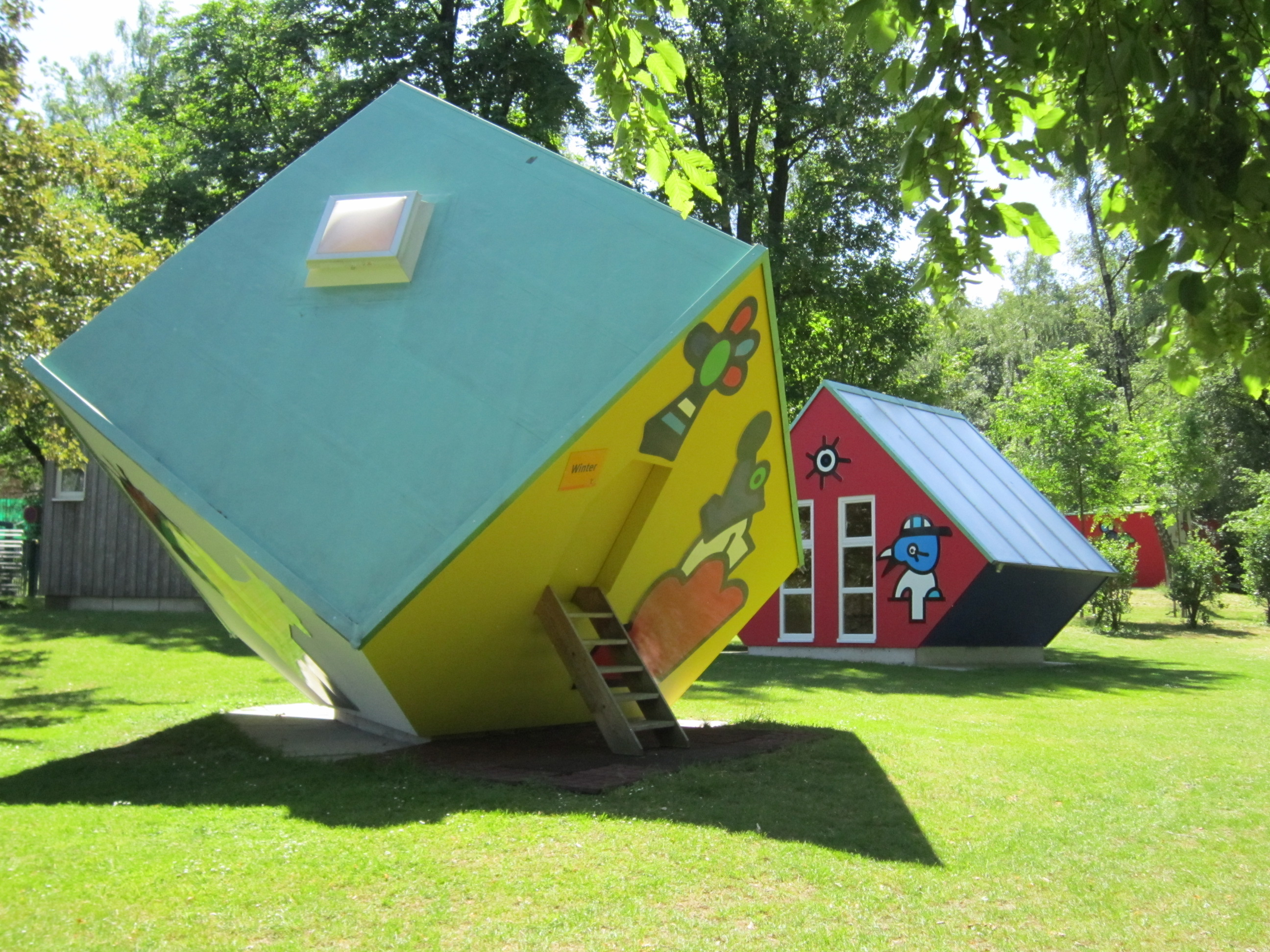
Picknickhuisjes (vooraan: Haus Winter, daarachter: Haus Frühling)
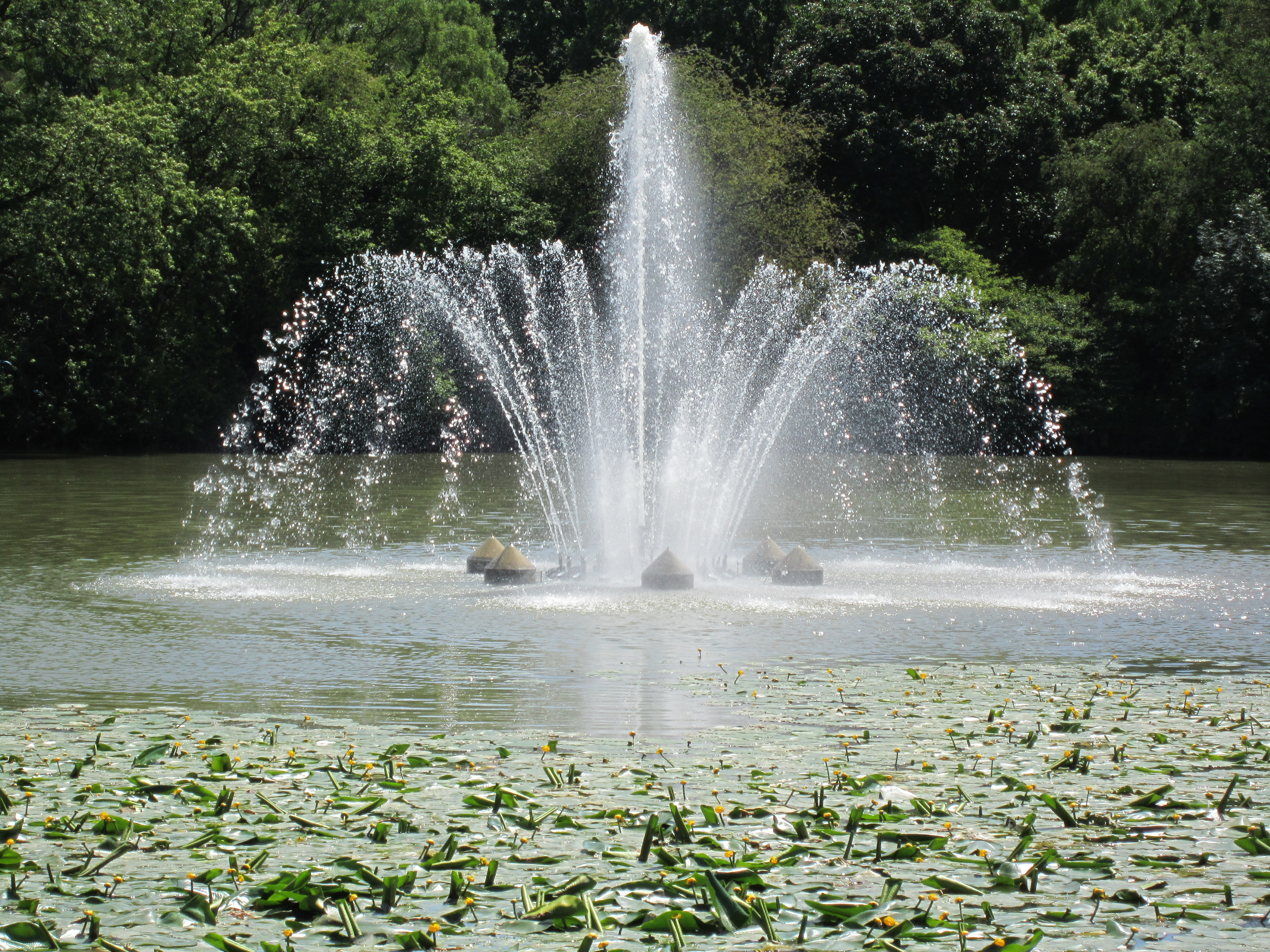
Fontein
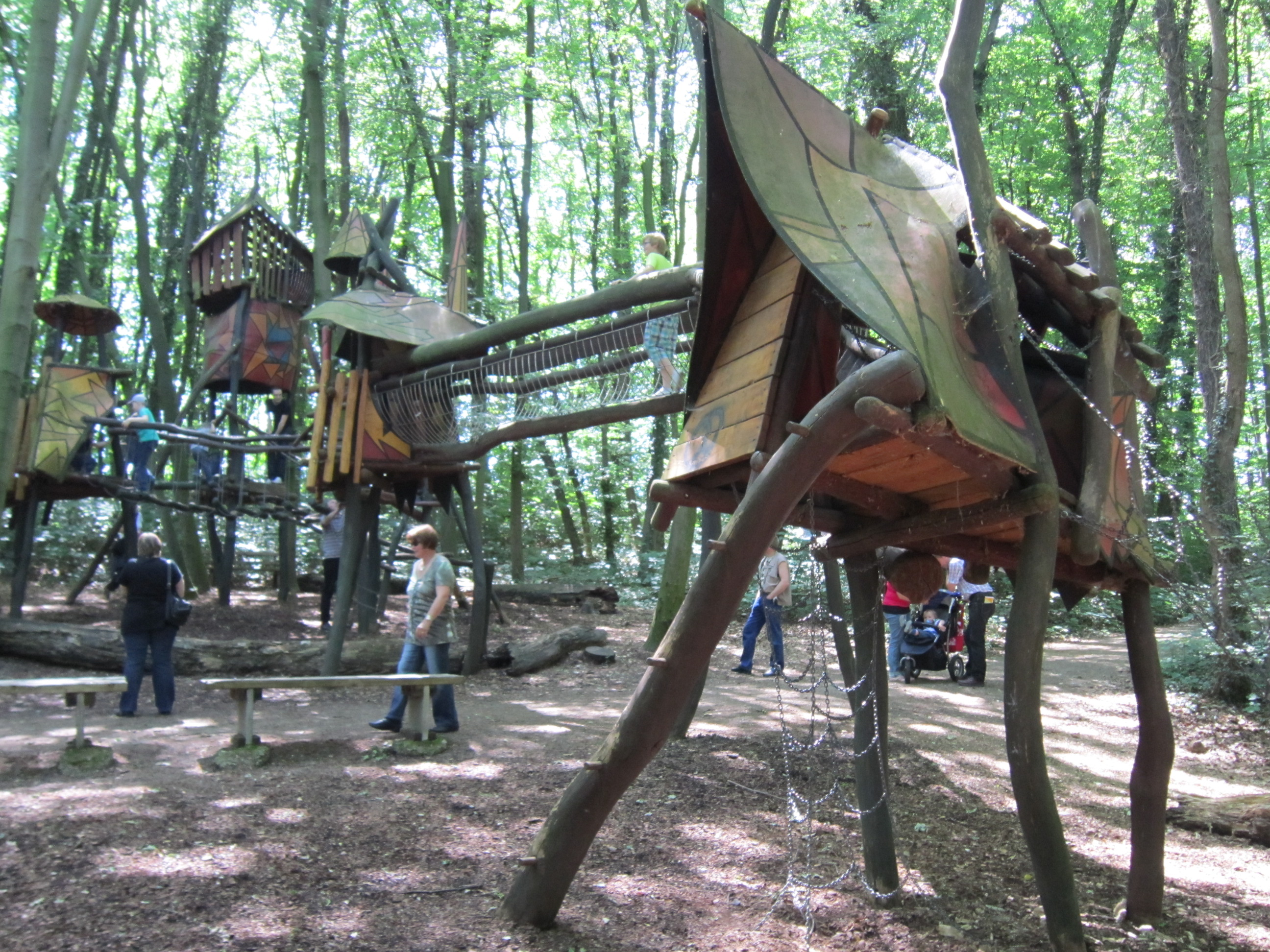
Bosspeelplek

### Overige

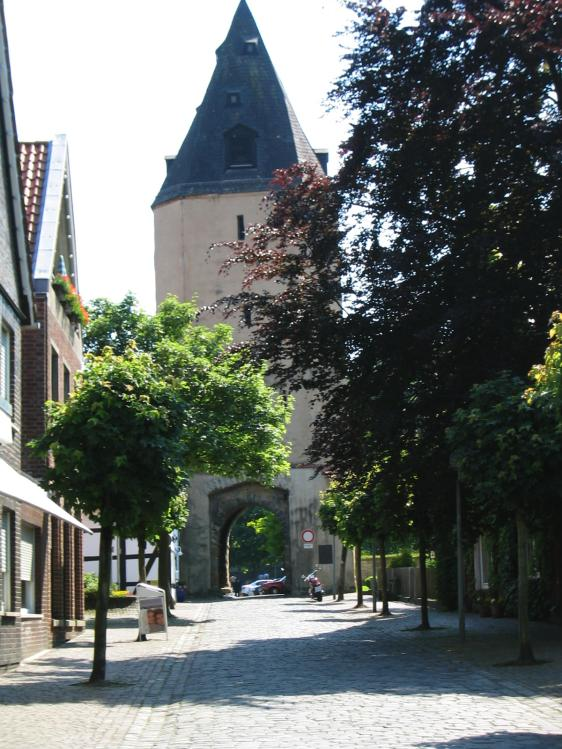
Stromberg, Paulustoren met poort van het terrein van de voormalige burcht
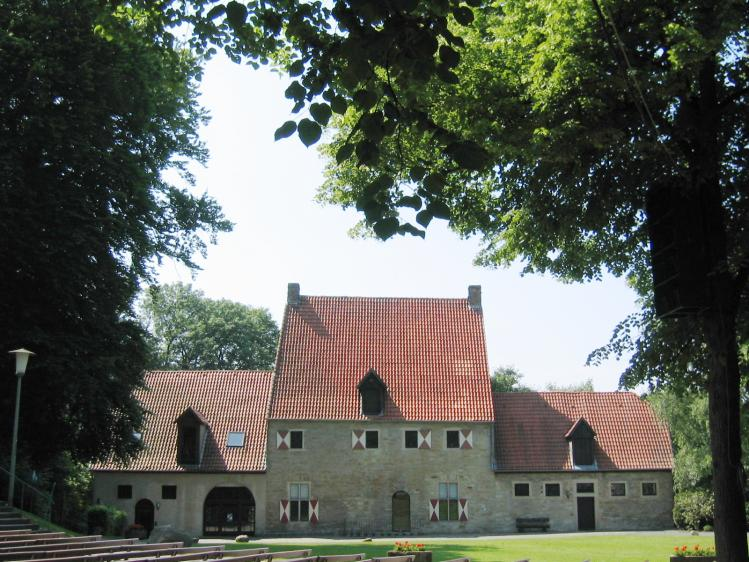
Mallinckrodthaus, Burg Stromberg
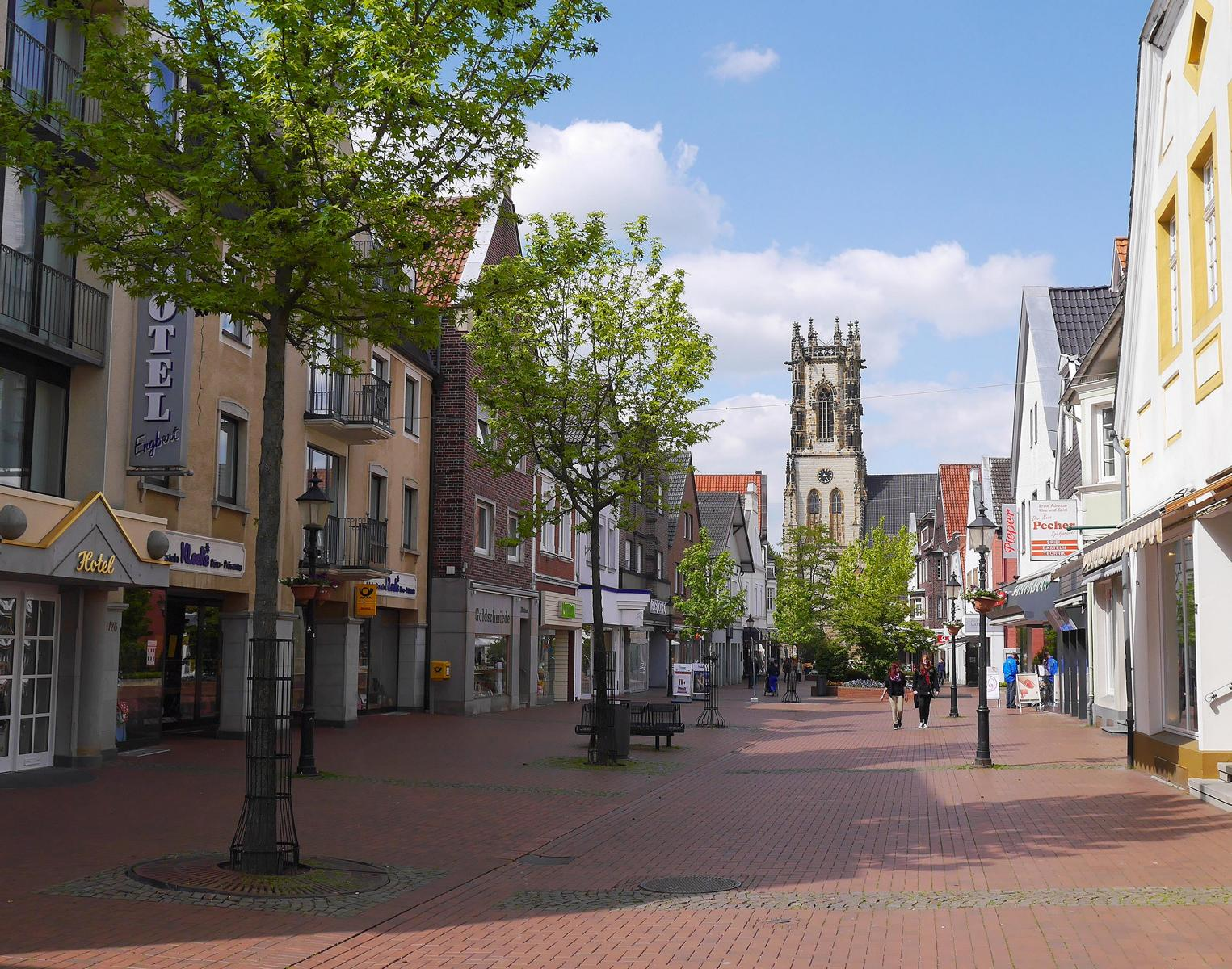
Langestraße, Oelde
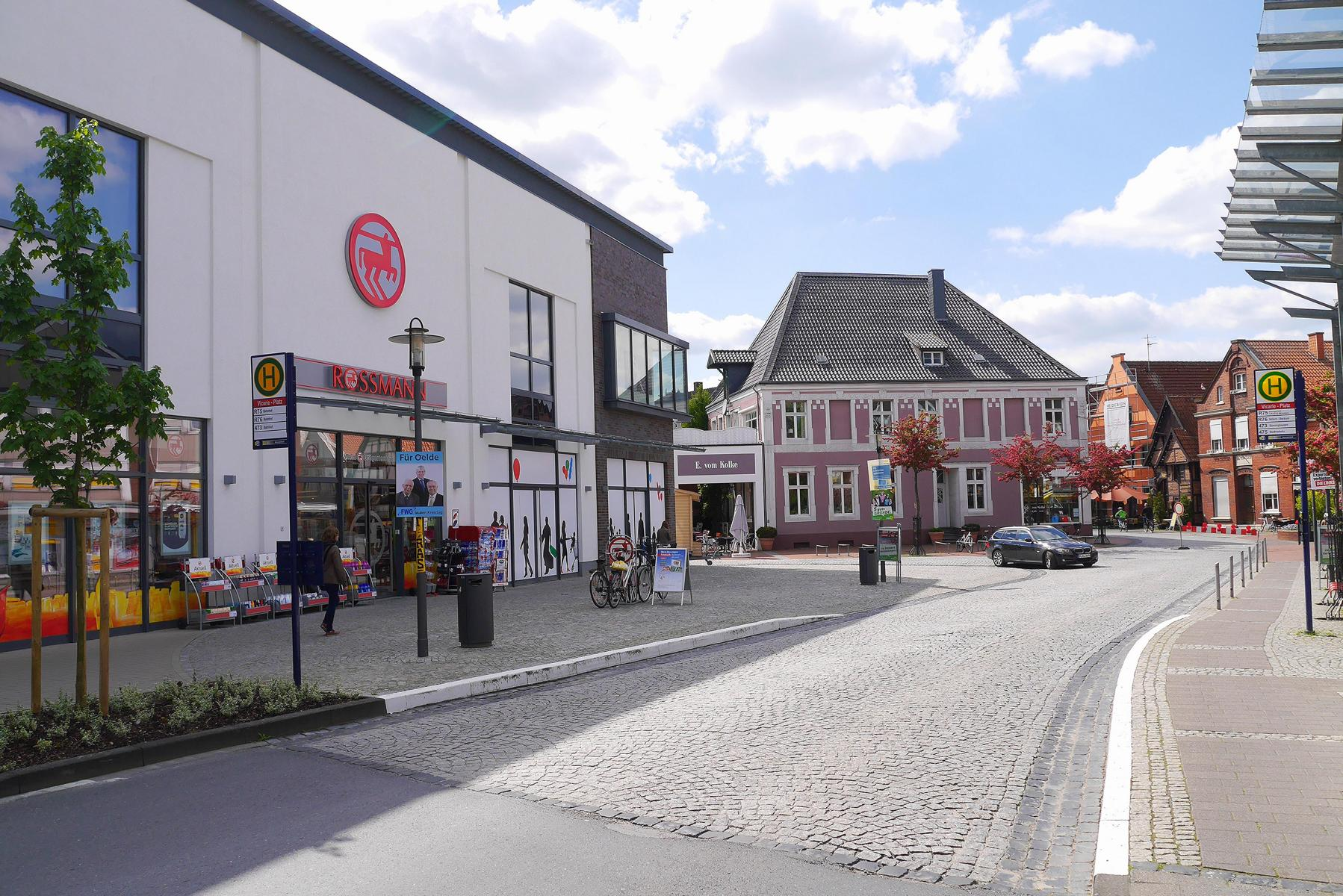
Vicarieplatz
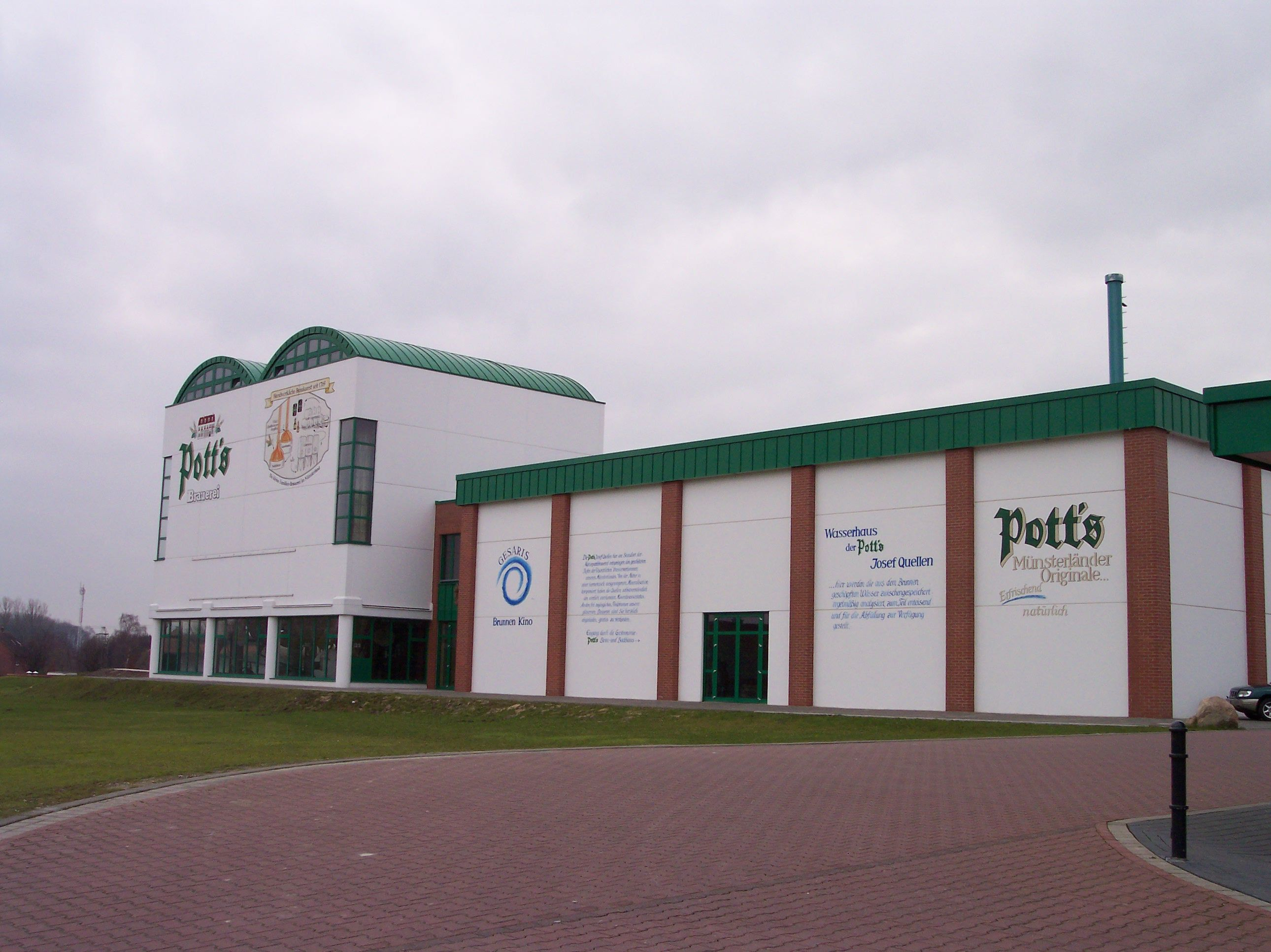
Pott's Brauerei
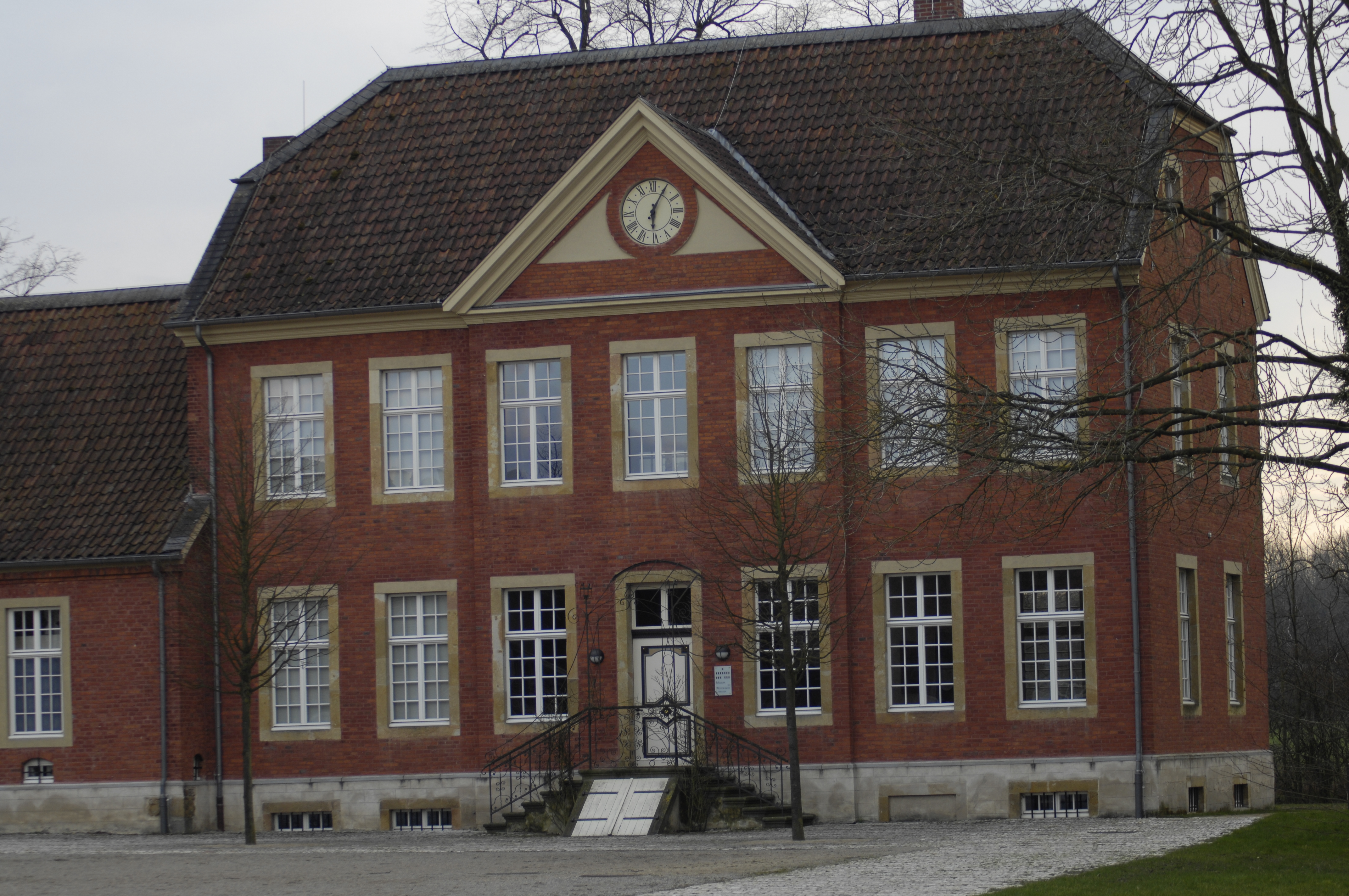
Haus Nottbeck (Westfaals Literatuurmuseum)
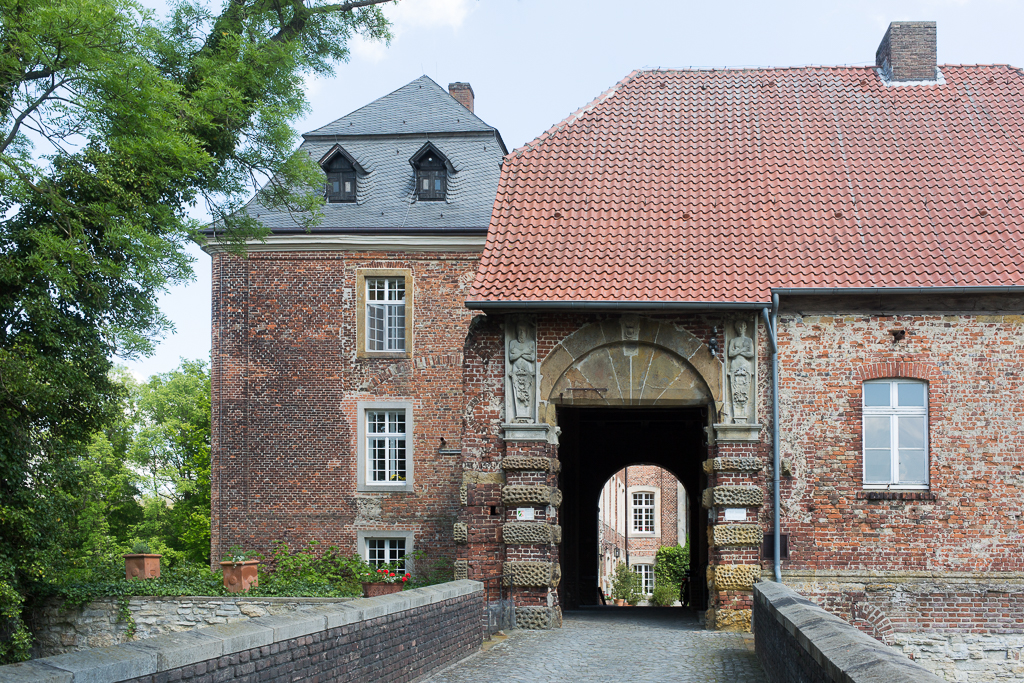
Kasteel Geist ten noordwesten van Oelde

Ahlen · Beckum · Beelen · Drensteinfurt · Ennigerloh · Everswinkel · Oelde · Ostbevern · Sassenberg · Sendenhorst · Telgte · Wadersloh · Warendorf